# アカメガシワ
アカメガシワ（赤芽槲、赤芽柏、学名: Mallotus japonicus）は、トウダイグサ科アカメガシワ属の落葉小高木または落葉高木。主に山野に生えており、春にでる若葉が紅色をして目立つのが名の由来。葉と種子は染料、樹皮は健胃の生薬になる。別名ゴサイバ（五菜葉）。

## 名称
和名「アカメガシワ」の由来は、新芽が鮮紅色であること、そして葉がカシワのように大きくなることから命名されたといわれる。「カシワ」の語源は、葉を食べ物を蒸すときに使ったことから「炊（かし）ぐ葉」が転訛したものである。カシワが生育していない地域では、この木の葉をカシワの葉の代用として柏餅を作ったことからアカメガシワと呼ぶようになったとの説もある。地方によって、ゴサイバ、アカガシワなどともよばれている。別名のゴサイバ（五菜葉）は、この植物の葉で食べ物を持ったことがその由来である。古名は楸（ひさぎ）。中国植物名（漢名）は、野梧桐（やごどう）という。

## 分布・生育地
日本の本州の岩手・秋田県以南、四国、九州、沖縄、国外のアジアでは朝鮮半島、台湾、中国の南部に分布する。日本では二次林に多く、山野、平地、川の土手に自生し、山野の林縁、道端、ヤブなど明るいところによく生えている、典型的なパイオニア植物である。暖帯から亜熱帯産の植物であるため寒さに弱く、日当たりを好み生長が早い。古来は熱帯性植物であり、落葉性を身につけることで温帯への進出を果たしたものと見られる。

## 形態・生態
落葉広葉樹の小高木から高木。樹高は5 - 10メートル (m) に達する。幹は黄褐色から暗灰色でやや赤みを帯びる。樹皮は灰褐色で若木は縦方向に裂け目が入り、のちに網目状に裂ける。若い枝は、淡灰褐色で太く、星状毛が密生する。春の芽吹きや若葉は、鮮やかな紅色をしており美しく、星状毛が密生する。
葉は赤く長い葉柄をつけて互生し、形は倒卵状円形から菱型状卵円形で先端は尖り、若い木では浅く2 - 3裂する。葉身の長さは大きいもので20センチメートル (cm) ほどあり、葉柄を含めると葉の長さは30 cmほどになる。3大葉脈があり、分岐点に腺体がある。裏に黄色の腺点があってアリが集まることもある。葉が茂る初夏のころでも、枝先には芽吹いたばかりの赤い葉がある。秋には鮮やかな黄色に黄葉してよく目立ち、葉柄だけ赤色に染まる。
花期は初夏（6 - 7月）。雌雄異株。枝先の円錐花序に白色の小さな花を多数つけ、雄株の雄花には黄色の葯が目立つ。雌株の雌花序は、雄花序よりも小さくて花数が少なく、花弁はなく赤い花柱が見える。果実は蒴果で、軟針がある三角状偏球形で径8ミリメートル (mm) ほどの大きさがあり、花序に多数つく。果実にはやわらかいトゲが生えており、秋9 - 10月ごろに褐色に熟すと、3 - 4裂して3 - 4個の黒紫色の種子を出し、冬でも枝に残っていたり、果序ごと木の下に落ちていることもある。種子はほぼ球形で、光沢がある黒色をしており、種皮は薄くて剥がれやすい。
冬芽は淡褐色の星状毛が密生する裸芽で、頂芽は大きく幼い葉が集まり、互生する側芽は卵形で小さい。葉痕は大きく、ほぼ円形で、維管束痕が多数輪状やU字形に並ぶ。
木の根は生命力が強く、シュートを生じて繁殖する。また、種子は高温にさらされると発芽しやすくなり、伐採や森林火災により森林が破壊されると一気に繁殖する。
- アカメガシワの新芽(4月)
- 雄花(7月)
- 雌花(7月)
- 果実(7月)

## 成分
苦味質(ベルゲニン、ルチン)、タンニン(ゲラニイン)、マロツシン酸、マロチン酸が含まれている。

## 利用
材は軟らかく、床柱・下駄・薪炭に用いる。種子と葉は染料になる。
日本薬局方に記載の生薬で、樹皮は野梧桐（やごどう）、葉は野梧桐葉（やごどうよう）と称する健胃剤となる。葉は夏に採取して水洗いし後に天日乾燥させ、樹皮は秋に採取して細かく刻んで乾燥させることにより、調製される。樹皮を煎じたものは初期の胃潰瘍、十二指腸潰瘍、胃酸過多症に効果があるとされるほか、葉の乾燥品を風呂に入れて入浴すると、あせもに効能があるとされる。民間療法では、葉・樹皮1日量5 - 10グラムを水500 - 600 ccで煎じて、3回に分けて服用する用法が知られている。また、果実の軟針は駆虫剤に用いる。若葉は食用となり、和え物やおひたしとする。

## 類似種
同属のものとしては八重山諸島以南に分布するウラジロアカメガシワ M. paniculatus があり、外見は似ているが、葉の裏が真っ白である。この種は東南アジアからオーストラリアに渡る分布を持つ。またより北（トカラ列島以南）まで見られるクスノハガシワ M. philippensis は、葉が硬くて細長く、毛も少ないため見た目はかなり違う印象である。また、沖縄にはヤンバルアカメガシワ Melanolepis multiglandulosa がある。一見はアカメガシワに似るが、より大きく膜質の葉を持つ。果実の穂をぶら下げる姿は独特。
別属だが一見似た樹種にオオバベニガシワ Alchornea davidii がある。中国原産の落葉低木で、若葉が鮮紅色で美しく、庭木にされる。葉は網状の葉脈が目立つ。またこれと同属のアミガサギリ A. liukiuensis が南西諸島に自生する。